# Kjersti Beck
Pour les articles homonymes, voir Beck.
Kjersti Beck, née le 5 septembre 1979, est une ancienne handballeuse internationale norvégienne évoluant au poste de gardienne de but

## Biographie
Elle met un terme à sa carrière en juin 2013.

## Palmarès

### Sélection nationale
championnat du monde
- 9e place du championnat du monde 2005

championnat d'Europe
- vainqueur du championnat d'Europe 2004